# Ceratomyxa noblei
Ceratomyxa noblei is een microscopische parasiet uit de familie Ceratomyxidae. Ceratomyxa noblei werd in 2010 beschreven door Gunter & Adlard. 